# Embia girolamii
Embia girolamii is een insectensoort uit de familie Embiidae, die tot de orde webspinners (Embioptera) behoort. De soort komt voor in Italië.
Embia girolamii is voor het eerst wetenschappelijk beschreven door Fontana in 2001.